# Blackstad
Blackstad is een plaats in de gemeente Västervik in het landschap Småland en de provincie Kalmar län in Zweden. De plaats heeft 151 inwoners (2005) en een oppervlakte van 42 hectare.